# Calciatore sudamericano dell'anno 1985
Il premio di calciatore sudamericano dell'anno per il 1985 fu assegnato a Romerito, calciatore paraguaiano del Fluminense.

## Classifica
| Pos. | Calciatore        | Naz.      | Club               |
| ---- | ----------------- | --------- | ------------------ |
| 1.   | Romerito          | Paraguay  | Fluminense         |
| 2.   | Enzo Francescoli  | Uruguay   | River Plate        |
| 3.   | Claudio Borghi    | Argentina | Argentinos Juniors |
| 4.   | Roberto Cabañas   | Paraguay  | América de Cali    |
| 5.   | Casagrande        | Brasile   | Corinthians        |
| 6.   | Roberto Fernández | Paraguay  | Deportivo Cali     |
| 6.   | Zico              | Brasile   | Flamengo           |
| 8.   | Sergio Batista    | Argentina | Argentinos Juniors |
| 8.   | Renato Gaúcho     | Brasile   | Grêmio             |
| 8.   | Rodolfo Rodríguez | Uruguay   | Santos             |